# Grace Palotta

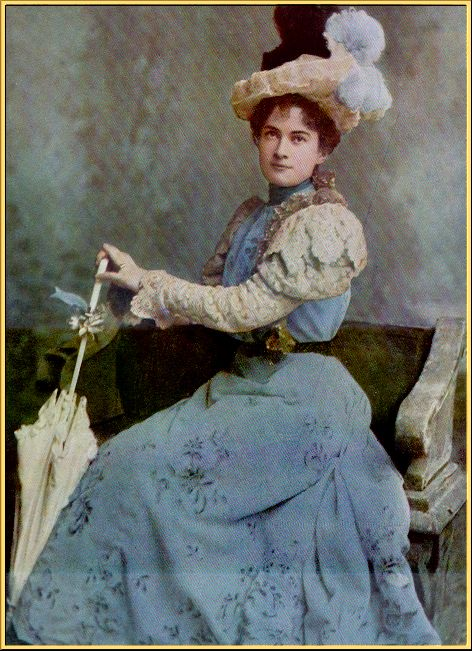
Grace Palotta (1890er)

Grace Palotta (* ca. 1870 in Wien, Österreich; † 21. Februar 1959 in Notting Hill, London) war eine britische Schauspielerin und Schriftstellerin. Sie war ein Gaiety Girl in London und tourte zwischen 1895 und 1918 mehrmals durch Australien.

## Leben und Karriere
Palotta wurde in Wien geboren. Hinsichtlich ihrer Herkunft äußerte sie sich, dass ihre Mutter Französin und Engländerin, ihr Vater Ungar und Italiener gewesen sei. Sie studierte an der Royal Academy of Music in London.
Grace Palotta gab ihr Bühnendebüt 1893 in London. Sie arbeitete vier Jahre lang für George Edwardes am Gaiety Theatre, wo sie oft Rollen spielte, die ihr komisches Talent, ihr Aussehen und ihr akzentuiertes Englisch hervorhoben, obwohl ihre Singstimme nicht besonders ausgeprägt war. Sie trat auch im Tivoli Theatre in London auf, spielte manchmal Hosenrollen, darunter den Prinzen in einer Pantomime, die auf dem Märchen Aschenputtel basiert, und die Hauptrolle des Jungen in Aladin. Sie tourte 1904 in den Vereinigten Staaten und mit der Hugh J. Ward Company mehrmals von 1895 bis 1918 durch Australien und Neuseeland. Palotta hatte Rollen in The Shop Girl, All Abroad, Trial by Jury, The Circus Girl, The Messenger Boy, A Runaway Girl, A Gentleman in Khaki, Florodora, Aladdin, The New Clown und The Man from Mexico.
Als Schauspielerin war sie ein beliebtes Motiv für Ansichtskarten. Sie schrieb auch Artikel und Geschichten für mehrere Zeitschriften.
Die australische Komponistin May Summerbelle widmete ihr einen Walzer von 1904 mit dem Titel „Beaux Yeux“ (Schöne Augen). Ihr Foto erschien dabei auf dem Cover.

## Privatleben
Palotta heiratete 1888 Henry Samuel Kingston in East Dereham, Norfolk. Sie wohnte während des Ersten Weltkriegs in Melbourne. In ihren späteren Jahren lebte sie in Wien und Jersey. Sie starb 1959 hochbetagt in einem Pflegeheim im Londoner Stadtteil Notting Hill.